# Porali
Porali és un riu del Balutxistan al Pakistan, que rega el sud de Jhalawan i la regió de Las Bela. Neix prop de Wad i travessa la serra de Pab; després d'un curs de 280 km desaigua a la mar d'Aràbia a Miani Hor. Els afluents principals són el Kud, que irrega la vall d'Ornach, el Tibbi, i el Lohendav. A uns 8 km al nord de Sheh es bifurca i part de les seves aigües formen el Titian que desaigua al llac Siranda. Ha estat identificat amb l'antic Arabis o Arabius.